# IMS
Az IMS szerkezetépítési módszer Branko Žeželj belgrádi mérnök által kifejlesztett feszített-vasbeton technológia. A módszer elnevezését a fejlesztő mérnök munkahelye elnevezésének betűiből képezték (Institut za ispitivanje materijala – Anyagvizsgáló Intézet).

## Építéstechnológia
Az előre gyártott vasbeton pilléreket a helyszínen felállították, majd megtámasztották. Az építési helyszínen szintenként egy, kettő vagy négy elemből álló előre gyártott üreges vasbeton födémelemeket emeltek be és állványzattal alátámasztották. A rendszer tartószerkezeti szempontból egyik legfontosabb eleme a feszítőpászma. Ezek számára feszítőcsatornákat képeztek ki az elemekben. A panelok és az oszlopok közötti részt és az egyéb panelcsatlakozási hézagokat gyorsan kötő, nagy szilárdságú, úgynevezett PU (poliuretán) pasztával öntötték ki, miután a pászmákat (feszítőkábeleket) elhelyezték. Végül külön erre a célra kialakított berendezéssel megfeszítették azokat.
A lefeszített felső kábelek segítségével, statikailag többtámaszú tartóként funkcionáló födémtárcsákat alakítottak ki. Az így létrejött szerkezet födémlemezeiben ébredő függőleges, hasznos és állandó terheket a feszítőerő hatására az oszlopok és a födémlemezek között fellépő súrlódási erők továbbítják a teherhordó oszlopoknak. A födémlemez–oszlop kapcsolatok rugalmasan nyomatékbírók, amelyek így vesznek részt a vázszerkezetek merevítésében is. A vázszerkezet tartószerkezeti szempontból egyes katasztrófák (például földrengések) esetén kifejezetten teherbíró.

## Az IMS Magyarországon
Magyarországon 1990-ig 130 db IMS vázszerkezetű épület készült, zömmel Dél-Magyarországon, összesen kb. 380 ezer m² alapterülettel. Legismertebb hazai példa azonban az 1974-ben, elsőként kivitelezett pécsi magasház. A köztudatban leginkább rossz állapota miatt ismert, ami az elmúlt időkben készített feltárások és szakvélemények alapján vélhetően korabeli kivitelezési hibáknak volt köszönhető.
A technológiával készült épületek közül számos esetben szükségessé vált a felújítás. Ennek egyik módja az utólagos feszítés, amikor a megrongálódott, korrodálódott feszítőpászmákat újakra cserélik. Hasonló módszerrel történt a pécsi magasház felújítása is, ebben az esetben az utólagos feszítés módszerét kombinálták az utólagos alátámasztással is, amikor a pillér-födém csatlakozás alsó födémoldali síkján a pillérhez rögzített korona feltéteket alkalmaztak. Esztétikai okokból ez olyan esetekben alkalmazható, amikor a koronát utólag eltakarják, például álmennyezettel.